# سیکسهیلز
سیکسهیلز (به انگلیسی: Sixhills) یک روستا و محله مدنی در بریتانیا است که در West Lindsey واقع شده‌است.